# 2 avril 1956
Le lundi 2 avril 1956 est le 93e jour de l'année 1956.

## Naissances
- Andreas Tsouloftas, pilote de rallyes chypriote
- Beny Steinmetz, homme d'affaires israélien
- Cathy Stewart (morte le 9 août 1994), actrice pornographique française
- Dany Vandenbossche (mort le 1er décembre 2013), homme politique belge
- Ibrahima Sylla (mort le 30 décembre 2013), musicien ivoirien
- Johannes Bündgens, prélat catholique allemand
- Kevin Siembieda, auteur de jeux de rôle et illustrateur américain
- Lyubov Sabolotskaya, fondeuse soviétique
- Marc Caro, réalisateur français
- Serge Dufoulon, sociologue français
- Shigemitsu Sudo, joueur de football japonais
- Valeri Kaourov, journaliste ukrainien et homme politique de Nouvelle-Russie
- Vincent Amiel, essayiste, théoricien du cinéma, de l'image et des médias, professeur des universités, et critique de cinéma français
- Carlo Roccella, artiste verrier italien

## Décès
- Filippo De Pisis (né le 11 mai 1896), peintre italien
- Fritz Künkel (né le 6 septembre 1889), psychiatre allemand
- Kōtarō Takamura (né le 13 mars 1883), sculpteur et poète japonais

## Événements
- Début du feuilleton télévisé As the World Turns
- Inauguration du Monument national Booker T. Washington